# Doamna din Shanghai
Doamna din Shanghai (titlu original engleză The Lady from Shanghai) (1947) este un film noir american regizat de Orson Welles. În rolurile principale au jucat actorii: Rita Hayworth și Orson Welles.
Filmul este o ecranizare a romanului If I Die Before I Wake de Sherwood Kings. După premieră, filmul a fost considerat un eșec, părere  care cu trecerea anilor a fost revizuită.

## Rezumat
Matrozul irlandez Michael  O’Hara întâlnește în Parcul  Central din New York o tânără misterioasă și deosebit de frumoasă. El o salvează din fața unor tâlhari, care au căutat să o jefuiască. Făcând cunoștință cu femeia necunoscută află că ea se numește Elsa și este căsătorită cu avocatul bogat Arthur Bannister, care este handicapat corporal. Bannister îi oferă matrozului un post pe iahtul său cu numele de Circe, Michael la insistentele Elsei acceptă oferta. În timpul călătoriei pe iaht, Michael se îndrăgostește de Elsa, de la care află că a fost șantajată de soț, că va divulga trecutul ei din Shanghai, pentru a se căsători cu Bannister . Elsa are o legătură amoroasă cu matrozul, dar din motive financiare nu vrea să-și părăsească soțul. Secretul celor doi amanți este descoperit  de Bannister, cu ajutorul stewartului. Ajunși în Acapulco, Michael acceptă pentru suma de 5.000 dollari, să participe la o crimă, lucru planificat de un complice. Complotul fiind descoperit, Michael va fi apărat de Bannister, care caută să obțină condamnarea lui la moarte. Michael reușește să evadeze și descoperă că de fapt Elsă era cea care a plănuit uciderea avocatului. În cele din urmă Michael află din scrisoarea lui Bannister despre trecutul odios al Elsei, care după ce și-a împușcat soțul se sinucide.

## Distribuție
- Rita Hayworth: Elsa „Rosalie“ Bannister
- Orson Welles: Michael O’Hara
- Everett Sloane: Arthur Bannister
- Glenn Anders: George Grisby
- Ted de Corsia: Sidney Broome
- Erskine Sanford: Judecător
- Gus Schilling: „Goldie“ Goldfish
- Carl Frank: Procuror Galloway